# 吳波多比亞站
吳波多比亞站（日语：／ Kure-Portopia eki */?）是位於廣島縣吳市天應，屬於西日本旅客鐵道（JR西日本）的吳線車站。車站編號為JR-Y09。

## 概要
在1992年3月20日，隨吳波多比亞園開幕，為了方便使用者前往，因此車站在開園前日啟用。總工程費為2億4千萬日圓，由該園的經營者全數負擔。在樂園開幕當初，設有1往返臨時快速「吳波多比亞園號」班次，該列車行走於山陽本線德山站與福山站之間。
在1998年，隨著入園人次減少，吳波多比亞園結束營業，JR西日本也計劃把此站廢止，可是由於車站周邊有許多乘客使用，因此樂園關閉後車站仍然維持營運。後來於2000年在吳波多比亞園舊址建設了免費入場的市民公園「吳波多比亞公園」。
此站是由吳站管理的業務委託車站，並委托JR西日本廣島Maintec負責車站業務。此站可使用ICOCA與其可互相使用的IC卡。窗口只在平日上午與黃昏營業，星期六、日在2004年10月後整日休息。綠色窗口在1999年6月結業，售票系統由MARS更換為POS終端。

## 歷史
- 1992年（平成4年）
  - 3月19日 - 吳線天應站至小屋浦站之間新設此站[1]。
  - 11月1日 - 綠色窗口開始營業[3]。
- 1996年（平成8年）6月1日 - 此站變為業務委託車站，委托JR西日本廣島Maintec（日语：JR西日本広島メンテック）負責車站業務。
- 1999年（平成11年）6月 - 綠色窗口結業[4]。
- 2004年（平成16年）10月 - 窗口營業時間進行變更，改為只於平日營業。另外，引入中途休息時段。[5]
- 2007年（平成19年）
  - 6月27日 - 車站內設置了可支援ICOCA的簡易IC卡閘機。
  - 9月1日 - 此站開始可以使用IC卡「ICOCA」。
- 2018年（平成30年）
  - 7月6日 - 發生雨災使車站暫停營業。
  - 9月9日 - 廣站至坂站之間重開[注 1][7]。

## 車站構造
本站是地面車站，設有1面1線的單式月台，無法進行列車交會。往吳方向和往廣島方向的列車使用同一月台。站內設有自動閘機，為一座不會開關機的閘機。此站也設有車站印章。

## 使用狀況
以下為1日平均乘車人次：
| 年度               | 1日平均 乘車人次 |
| ------------------ | ---------------- |
| 1999年（平成11年） | 480              |
| 2000年（平成12年） | 554              |
| 2001年（平成13年） | 585              |
| 2002年（平成14年） | 616              |
| 2003年（平成15年） | 620              |
| 2004年（平成16年） | 602              |
| 2005年（平成17年） | 572              |
| 2006年（平成18年） | 525              |
| 2007年（平成19年） | 529              |
| 2008年（平成20年） | 523              |
| 2009年（平成21年） | 506              |
| 2010年（平成22年） | 499              |
| 2011年（平成23年） | 501              |
| 2012年（平成24年） | 684              |
| 2013年（平成25年） | 890              |
| 2014年（平成26年） | 924              |
| 2015年（平成27年） | 934              |
| 2016年（平成28年） | 923              |
| 2017年（平成29年） | 902              |
| 2018年（平成30年） | 790              |

## 車站周邊
- 吳波多比亞公園（日语：呉ポートピアパーク）
- 國道31號
- 廣電巴士（日语：広電バス）「吳波多比亞」巴士站
- 天應棧橋
- 廣島吳道路 天應西交流道
- 吳市役所天應分所（位於此站與天應站之間）
- u-shin廣島工場　※2012年12月從海田町遷移

## 相鄰車站
西日本旅客鐵道（JR西日本）
 吳線
■快速「通勤快車」、■快速「安藝路快車」
通過
■普通
天應（JR-Y10）－吳波多比亞（JR-Y09）－小屋浦（JR-Y08）

## 注腳

## 外部連結
- 吳波多比亞｜車站資訊：JR出門網 - 西日本旅客鐵道（日語）